# Psychotria senterrei
Espèce
Psychotria senterrei O.Lachenaud  est une espèce de plantes du genre Psychotria. C’est une plante endémique du Cameroun.

## Distribution
Un spécimen a été collecté au début du XXe siècle par Mildbraed à Ekuk près d'Ebolowa, dans la Région du Sud, à une altitude de 700 m.